# Gymnocephalus acerina
Gymnocephalus acerina és una espècie de peix de la família dels pèrcids i de l'ordre dels perciformes.

## Morfologia
- Els mascles poden assolir els 21 cm de longitud total.
- 17-19 espines a l'aleta dorsal.
- Té 3 fileres de taques fosques i arrodonides al cos, la primera a sota de la base de l'aleta dorsal.[3][4]

## Reproducció
Fa la posta en trams de riu de corrent fort i amb fons de sorra o grava.

## Alimentació
Menja principalment invertebrats bentònics (crustacis, larves d'insectes i mol·luscs) i, rarament, peixos. En general, és crepuscular però també es nodreix durant el dia.

## Hàbitat
És un peix d'aigua dolça, demersal i de clima temperat (10 °C-24 °C; 53°N-44°N, 27°E-25°E), el qual viu sobre fons de sorra i grava (tot i que prefereix la sorra compacta i dura) de rius i llacs d'aigua neta. També freqüenta ràpids durant l'estiu.
Habita a l'Europa Oriental a les conques dels rius Don, Kuban, Dnièper i Dnièster a Ucraïna, Rússia i Belarús.

## Costums
Forma petites moles i al setembre inicia la formació de grans moles per traslladar-se a indrets més fondos a on roman inactiu fins que arriba el desgel. No realitza migracions de llarga distància.